# 188. п. н. е.

## Догађаји
- У Фригији римски изасланици присиљавају селеукидског краља Антиоха III да потпише Апамејски мир, чиме је формално завршен Сирски рат. Антиох се одриче свих грчких и малоазијских поседа западно од Тауруса, и обавезује се да плати 15.000 талента одштете у периоду од 12 година, преда све своје бојне слонове и флоту, пошаље таоце − укључујући најстаријег сина Деметрија − у Рим, као и да изручи свог главног војног саветника и бившег картагинског војсковођу Ханибала.